# 薩里大學
薩里大學（英語：University of Surrey），也译作索立大學，成立於1891年，位於倫敦市西南薩里郡的吉爾福德。
薩里大學前身是巴特西理工學院，是1994聯盟的成員。其研究範圍包括了小衛星等頂尖空間技術，並擁有眾多學術團體的成員。目前該校研究生與本科生人數共有一萬多人。
薩里大學校園佈局緊湊，擁有學術、運動、餐飲服務以及娛樂設施，從宿舍區步行即可到達。該大學的主校區位于鹿希爾接近中心的吉爾福德和毗鄰吉爾福德大教堂。第二個校園位於不遠處的莊園公園，學校已經制定了擴大現有的住宿，教學樓和體育設施的計畫。

## 歷史

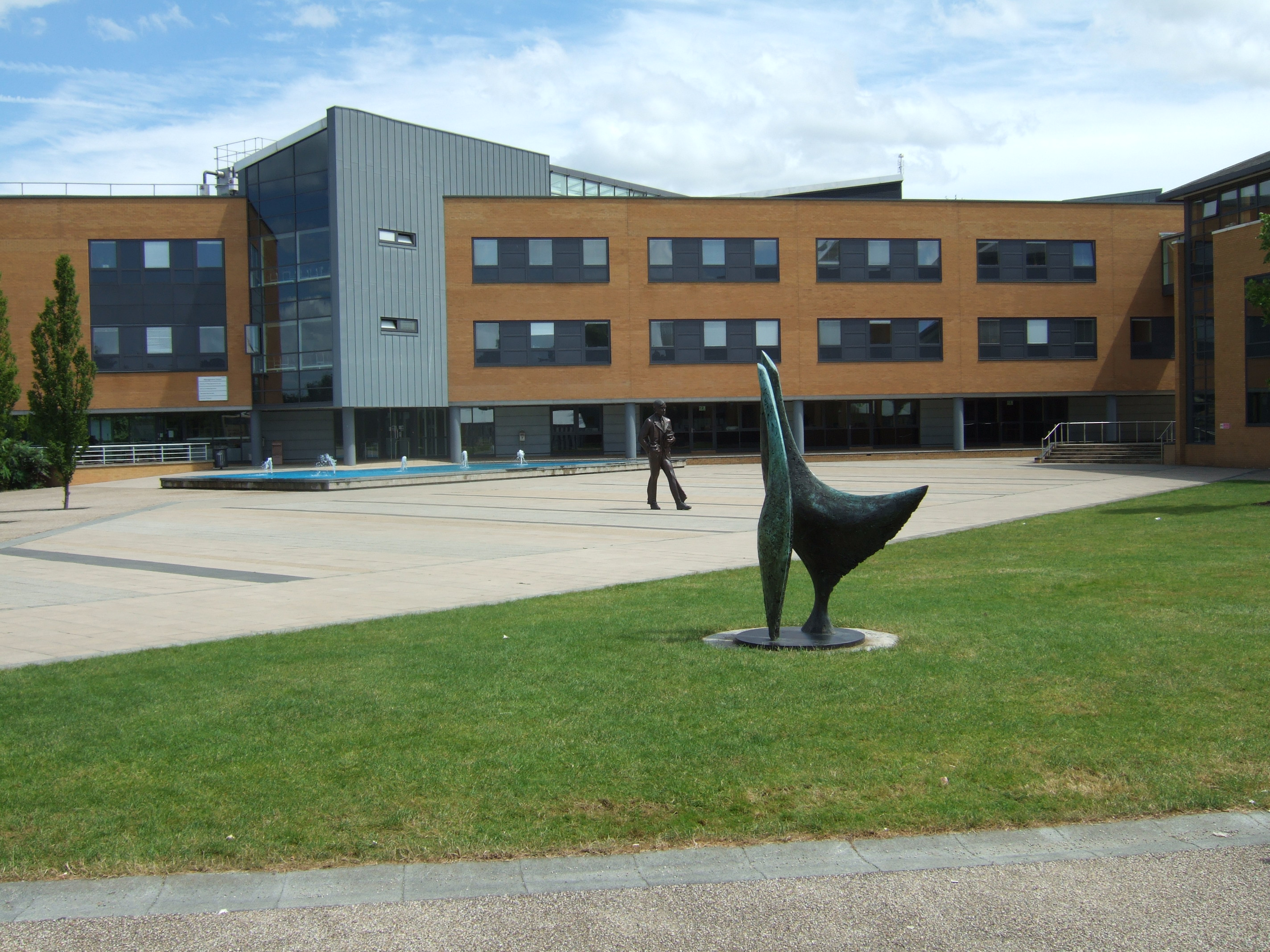
管理学院大楼

萨里大学的前身为特西工学院成立于1891并在1894年迎来其第一批毕业生，大学目标是为伦敦的贫穷居民提供继续教育和高等教育. 该机构专注于科学以及技术方面，在1920左右其为伦敦大学的部分学生授课。
在1956年，该机构成为第一批获得“先进科技的学院”称号的机构，并改名为特西科技学院。60年代，大学发展很快以至其决定移往吉尔福德郡。另外，1963年的英国政府罗宾斯报告建议包括特西学院在内的“先进科技的学院”，应该成为可以提供学位课程的大学。
1965年，大学的代表在从吉尔福德大教堂，吉尔福德郡自治委员会以及Onslow村手中购得了一大幅的士地。在第二年，即1966年9月9日，萨里大学正式获皇家特许状而成立，在1970学校完成了从特西到吉尔福德的搬迁。
1982年，大学成为吉尔福德学会大楼的托管用，并将其用于成人教育计划。
1991年，萨里大学迎来了其二十年校庆，英女王伊莉莎白二世在92年于吉尔福德大教堂感恩仪式期间出席了其校庆。
2002年，学校35年校庆时，其在吉尔福德大教堂进行了庆典。最为注目的是，由英女王赠送的萨里学者雕塑的揭幕。萨里学者雕塑现在位于吉尔福德大街的尽头
2007年,大学收到的申请比上一年多出了36%。2008年的申请数量持续增长，比2007年多了12%。
2008年10月，大学在合并伦敦大学圣乔治医学院伦敦医学部的竞争中，输给了皇家哈洛威學院。
2009年9月，吉爾福德演藝學院成为大学的一个分學院，并从吉尔福德中心区迁到大学的校区内。

## 現在概況
萨里大学是英国多元化文化的大学之一，目前有超过三千名来自世界各地的一百三十多个不同国家的学生选择了就读萨里大学的课程。

### 卫生和医学学院

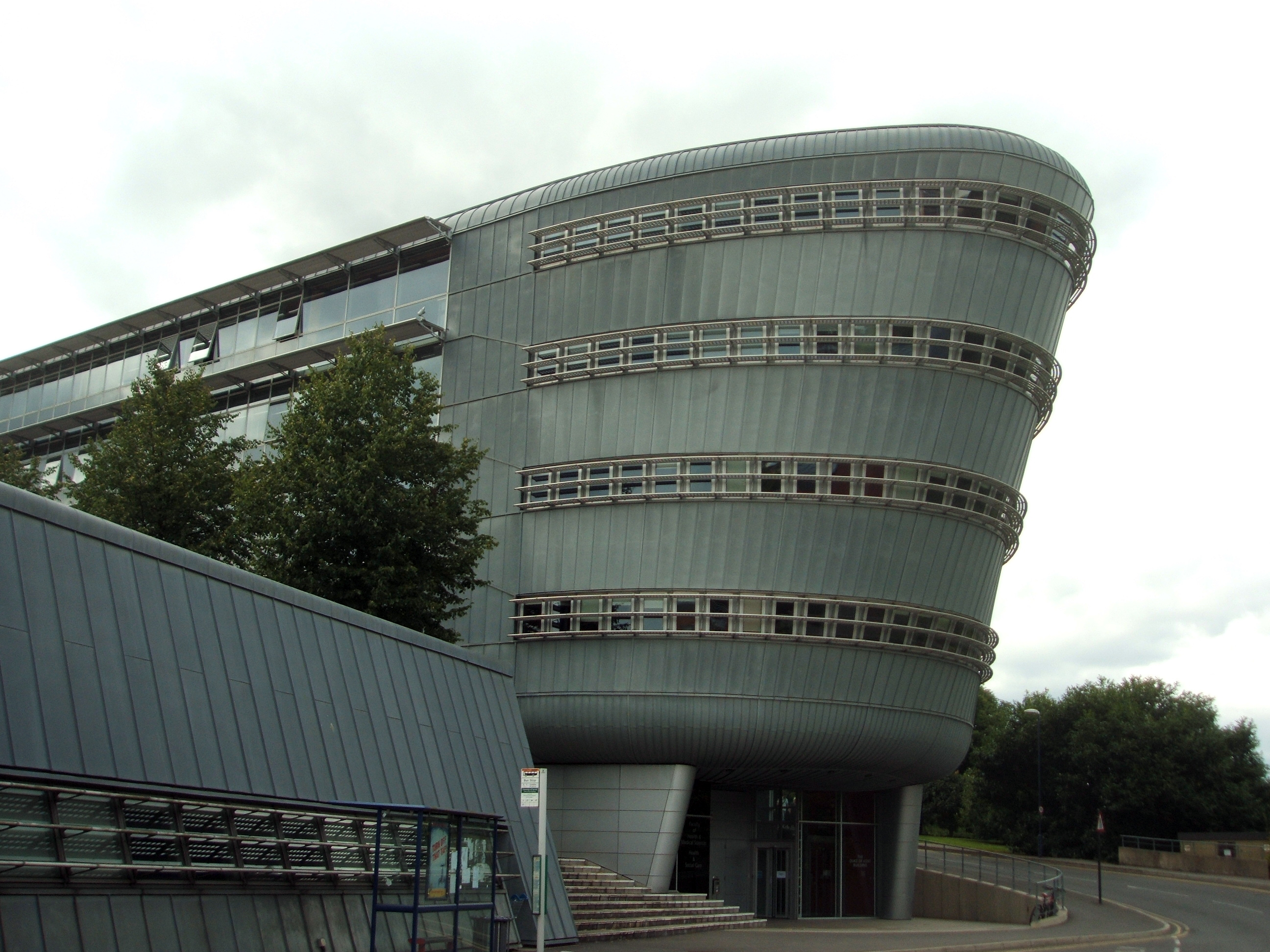
肯特公爵大楼

## 屬下院系
以下是萨里大学四个学院及学科、系之间的关系:

| - 舞蹈,电影及戏剧 - 觀光管理 - 经济学 - 英文 - 语言翻译 - 音乐及录音 - 政治,国际关系及政策研究 - 心理学 - 社会学 - 管理系 - 法律系 | - 航天工程 - 环境策略中心 - 化学工程 - 生化系统工程 - 土木工程 - 计算机 - 电子工程 - 数学 - 机械工程 - 医学工程 - 物理 - 科技创业 | - 化学科学 - 生物医学 - 微生物学 - 营养科学 - 卫生保健 - 研究生医学院 |  |  |

## 学术水平

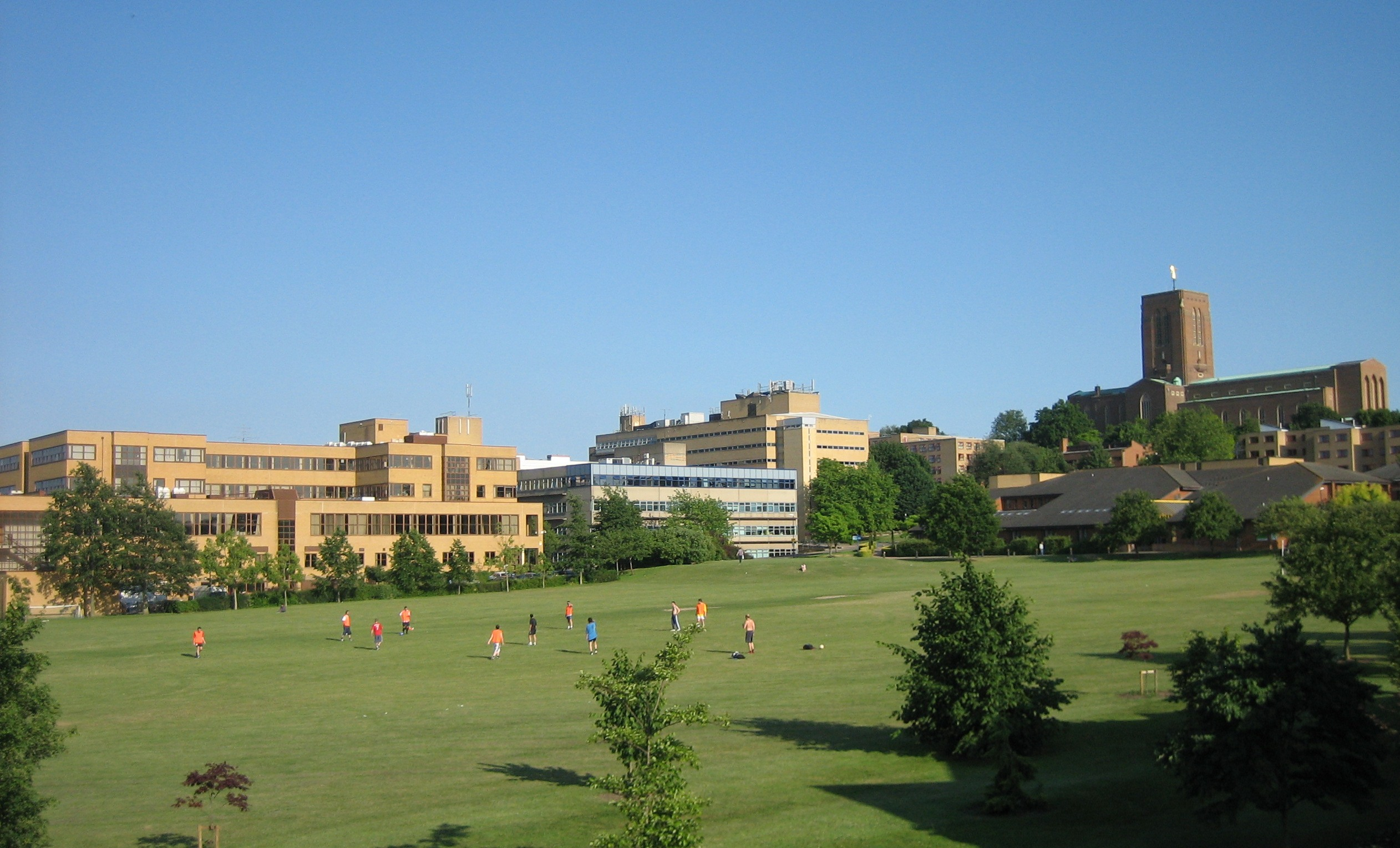
吉尔福德大教堂附近的球场

### 科研
薩里大學在最近一次英國官方組織的英國高校科研實力評定（RAE）中，位居全英第35位。薩里大学在小卫星有着广泛的研究，设有萨里太空中心和独立的商业公司－薩里卫星技术公司。另外，由大学拥有并开发的萨里研究园为超过110间从事各种科研，开发及设计活动的公司提供了良好设施及配套。薩里大學的觀光及飯店管理課程更是全英國大學第一名，課程內容涵蓋各大領域，包括飯店管理、觀光管理、活動管理，以及觀光相關產業的行銷課程。

### 荣誉
大学在1991年被授予女王出口成就奖，1996年被授予女王高等和继续教育年度大奖，以表彰其及其关联公司在通信卫星工程，教学和研究的杰出成就。1998年， 英国萨里卫星技术有限公司（ SSTL公司）被授予英国女王奖的科技成就奖。在爱德华亲王和肯特公爵陪同下，于女王第二次亲临大学时颁发。
大学在2002年再次被授予女王高等和继续教育年度大奖，这一次是为其国际知名的光电子学和离子束应用研究。大学有大量的工作人员均来自知名的学术团体：10位来自英国皇家学会，21位是英国皇家工程院院士，1名的英国电影学会成员和6名社会科学院研究员。2007年7月，大学被公平贸易基金会授予公平贸易大学地位。

### 排名
薩里大學的全球排名在201-400名之间，国内排名在29-54名之間。

## 预科国际学习中心

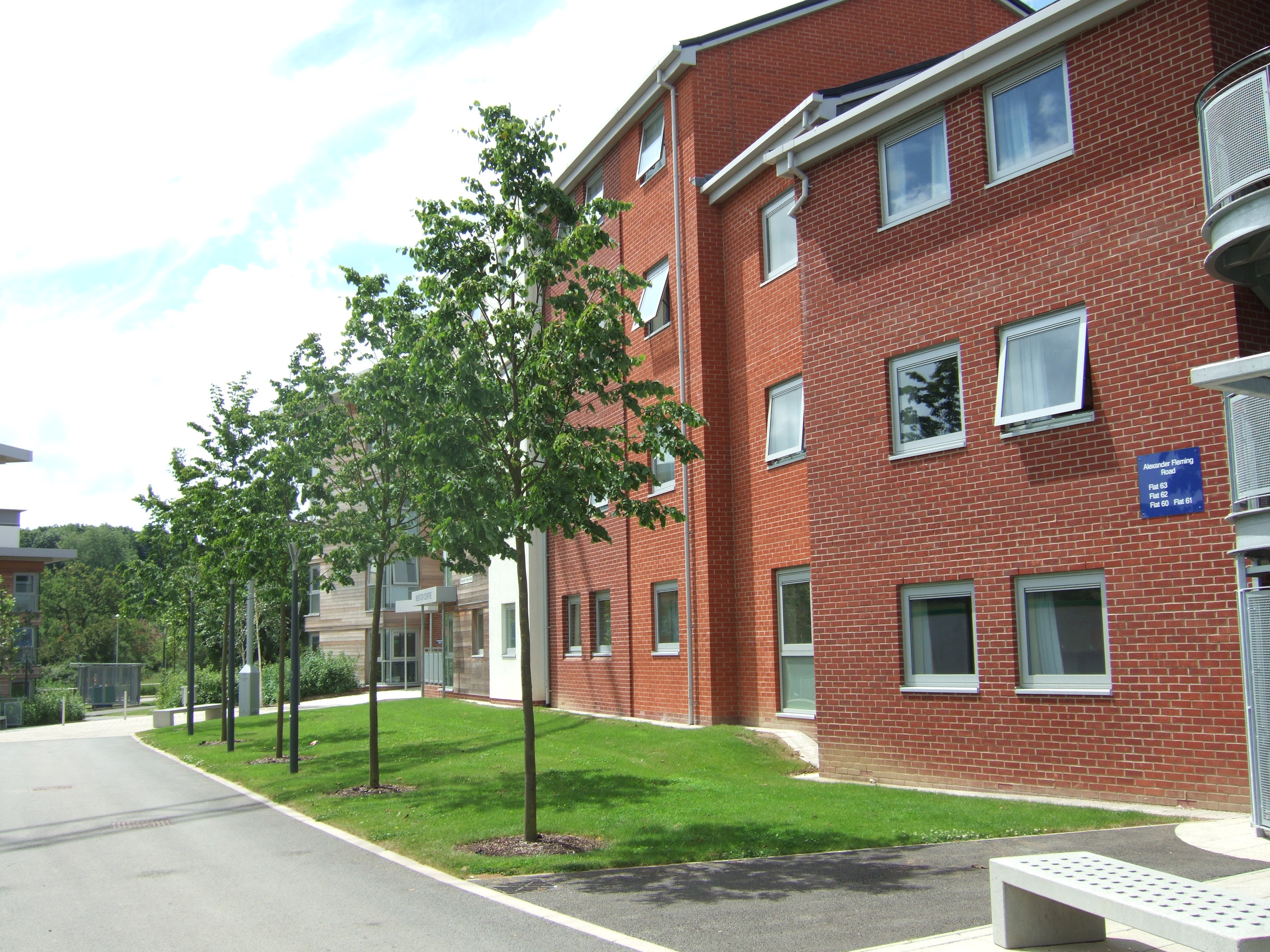
新的学生宿舍

预科国际学习中心位于大学校园的中心地带，配备有专门建造的全新设施 (校园地图中的第14号建筑) 。该中心同时紧邻国际学生办公室，并靠近图书馆、学生会和校内学生宿舍等所有大学设施.
萨里大学国际学习中心主要提供本科学位的国际预科课程，设有三个预科专业方向：商务，管理和经济学；法律，政治和国际研究；工程与计算机科学。预科课程与大学的学位课程衔接，学生完成预科毕业后，可根据自身情况升读相应的本科学位课程。预科国际学习中心每年九月或一月开学。 

## 校園建築
薩里大學建於小山坡上，山頂坐立著一所大教堂。

## 外部連結
- 薩里大學網站
- 薩里大學學生會網站 （页面存档备份，存于）
- 薩里大學预科国际学习中心網站